# 郝繼善
郝繼善（？—？），山西太原府平定州人，明朝政治人物。

## 生平
永樂元年（1403年）癸未科山西鄉試舉人，任大名縣訓導。